# José María Núñez Piossek
Pour les articles homonymes, voir Núñez.
Pas d'image ? Cliquez ici

a Compétitions nationales et continentales officielles uniquement.

b Matchs officiels uniquement.
Dernière mise à jour le 5 septembre 2018.
José María Núñez Piossek, né le 6 décembre 1976 à Tucumán (Argentine), est un joueur argentin de rugby à XV et à sept. Il joue en équipe d'Argentine et évolue au poste d'ailier (1,84 m pour 85 kg).

## Carrière

### En club
Il est le meilleur réalisateur d'essais de l'équipe argentine. Avec 29 essais inscrits en 28 matches, sa moyenne est parmi les plus fortes du rugby argentin.
Pendant le tournoi d'Amérique du Sud, le 27 avril 2003, il inscrit 9 essais lors de la victoire 144-0 contre l'équipe du Paraguay, réussissant un nouveau record.
Pendant la saison 2003, "el Negro" réussit une autre prouesse : il inscrivit au moins un essai dans chaque match où il a participé.
De plus il est aussi considéré comme un joueur de rugby à sept très complet, ayant participé à 21 tournois et tenant le rôle de capitaine de l'équipe des Pumas à sept dans les séries de la coupe du monde 2002-2003.

### En équipe nationale
Il a honoré sa première cape internationale en équipe d'Argentine le 19 mai 2001 contre l'équipe d'Uruguay.

## Palmarès
- 28 sélections en équipe d'Argentine entre 2001 et 2008
- 29 essais (145 points)
- Sélections par année : 2 en 2001, 4 en 2002, 9 en 2003, 4 en 2004, 2 en 2005, 5 en 2006, 2 en 2008
- Équipe d'Argentine de rugby à sept : participation à la coupe du monde à Mar del Plata où les Pumas terminèrent 3e
- En coupe du monde :
  - 2003 : 3 sélections (Australie, Roumanie, Irlande)